# Dombibliothek Hildesheim

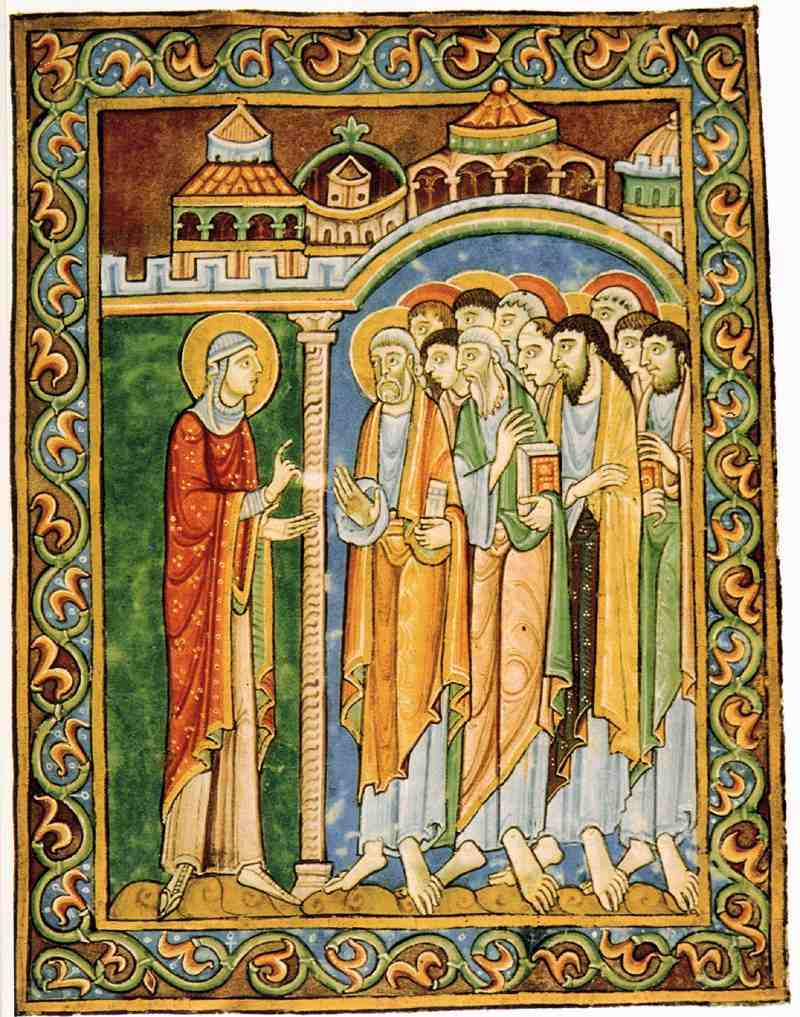
Seite aus dem kostbarsten Stück der Dombibliothek, dem Albani-Psalter

Die Dombibliothek Hildesheim ist eine wissenschaftliche Bibliothek in Trägerschaft des Bistums Hildesheim. Als Dombibliothek besteht sie ununterbrochen seit der Bistumsgründung im Jahr 815. Damit ist sie die älteste Bibliothek Norddeutschlands und mit über 120.000 Bänden von zum Teil unersetzlichem historischem Wert zudem eine bedeutende.

## Geschichte
Die Dombibliothek Hildesheim entstand aus mehreren Einzelsammlungen. Während das ursprüngliche Eigengut der Domkirche mit ihrer Domschule durch Brände mehrfach dezimiert wurde, kamen aus der Säkularisationsmasse von Klöstern, aus dem ehemaligen Jesuitenkolleg (jetzt Gymnasium Mariano-Josephinum) sowie aus Pfarr- und Privatsammlungen – darunter 1681 die Bibliothek des Großförster Pfarrers Martin Bever (Beverina) und 1908 die Bibliothek der Basilika St. Godehard – umfangreiche und wertvolle Bestände hinzu, die durch Nachlässe, Schenkungen und Ankauf fortlaufend ergänzt werden. Durch rechtzeitige Auslagerung entgingen die Bestände der Zerstörung durch die Luftangriffe auf Hildesheim. In den 1970er Jahren erfolgten allerdings ungeklärte Verluste, die teilweise durch Rückkauf ausgeglichen werden konnten. Verschollen blieb ein Missale.
Neben dem Albani-Psalter ist das Hildesheimer Orationale mit Miniaturen der Reichenauer Malerschule ein bedeutendes Werk im Bestand der Dombibliothek Hildesheim. Ein weiterer Schatz der Bibliothek ist der Codex Rotundus, ein kreisförmiges, spätmittelalterliches Stundenbuch, das einst dem burgundischen Herrscher Adolf von Kleve (1425–1492) gehörte.
Seit 1997 ist die Dombibliothek in einem nach modernen konservatorischen Gesichtspunkten errichteten Neubau am Domhof 30 untergebracht, der komfortable Leseräume und eine öffentliche Ausleihe bietet. Das 1995–1996 nach Entwurf der Architekten Reinhard und Andreas Fritsch (Oldenburg) errichtete Gebäude bildet einen postmodernen Architektur- und Städtebauakzent an der Nordseite des Großen Domhofs.

## Bekannte Bibliothekare
- Petrus Hechenberg († 13.10.1695), Cantor St. Johannis, Domvikar
- Philipp Cappius († 1698), Domvikar, St. Blasius
- Georg Hermann Mohl († 1708), Domvikar, St. Caecilia
- Johannes Nikolaus Buchfeld, Domvikar, St. Godehard
- Konrad Herstermann
- Joseph Thoß, Domvikar, St. Matthäus
- Thoß (jun.)
- Joseph Bolten, Cantor St. Johannis, Domvikar
- Casper Rudolph Hagemann, Domvikar
- Franz Wilhelm von Schultz (1781–1799), Domscholaster
- Hermann Verhamp (1771–† 1808)
- Wilhelm de la Tour (1808–† 9.12.1826)
- Joseph Hantelmann (1826–† 29.2.1844), Domvikar St. Anna
- Joseph Pagel (1836–1852, † 17.5.1865), Domkapitular, Professor am Gymnasium Josephinum
- Heinrich Joseph Niesmann (1852–† 20.1.1867), Domkapitular
- Friedrich Wedekin (1867–1869)
- Friedrich Weißgerber (1869–† 26.12.1876), Domvikar
- Franz Philipp Koch (1877–1886), Domkapitular, Domsekretär, Generalvikariatsrat
- Adolf Bertram (1.7.1886–30.9.1895)
- Conrad Steinmann (1.10.1895–30.4.1900, † 13.6.1926)
- Heinrich Franz Joseph Wächter (1.5.1900–24.5.1909)
- Otto Seelmeyer (15.7.1909–† 24.1.1942), Domvikar
- Alfons Rohmann (als Vertretung 1.9.1937–Feb. 1942, Bibliothekar bis zum 31.3.1947, † 25.5.1969)
- Kurt Engelbert (16.4.1947–30.11.1958, † 1967)
- Hermann Engfer (1.12.1958–† 29.8.1975)
- Hans Peter Bruntz (Sept. 1975–Okt. 1978)
- Wilhelm Machens (1.10.1978–Sept. 1985)
- Wilfried Meyer (1985–1993)
- Jochen Bepler (1993–9.6.2015)
- Heinz-Günter Bongartz (kommissarisch) (2015–2016)
- Monika Suchan (seit 2016)